# 12567 Herreweghe
12567 Herreweghe este un asteroid din centura principală de asteroizi.

## Descriere
12567 Herreweghe este un asteroid din centura principală de asteroizi. A fost descoperit pe 21 septembrie 1998 la Observatorul La Silla de Eric Walter Elst. Asteroidul prezintă o orbită caracterizată de o semiaxă mare de 3,21 ua, o excentricitate de 0,11 și o înclinație de 2,2° în raport cu ecliptica.